# 晨钟响彻黄昏
《晨钟响彻黄昏》，迟子建的长篇小说。

## 写作和出版
从《晨钟响彻黄昏》起，迟子建开始关注和写她的故乡黑龙江省哈尔滨市。

## 内容
宋加文是大学里的一名教师，他和妻子离婚了，她嫁给了一个商人，他现在在和一个女人恋爱，两人离婚后，儿子无家可归，结果撞见了商人在干不法之事，被商人迫害，跳楼而死。女孩刘天园大学毕业，是一个冰清玉洁的姑娘，但是却在进入社会之后被男人强奸，忠于贞节的她撞车自杀，但是没有成功，她认为自己是“脏女人”，后来变成失忆病人，住进了精神病院，一名男医生把她强奸，使她恢复了记忆，最后她自杀，死在那里。

## 角色
- 刘天园
- 王喜林：刘天园的同事、领导，爱慕刘天园。
- 宋加文：刘天园的老师

## 主题和风格
《晨钟响彻黄昏》通过“刘天园”被强奸、自杀，控诉了生活中的强奸犯，表达了对生命的敬畏。